# Albert Speer (1934–2017)

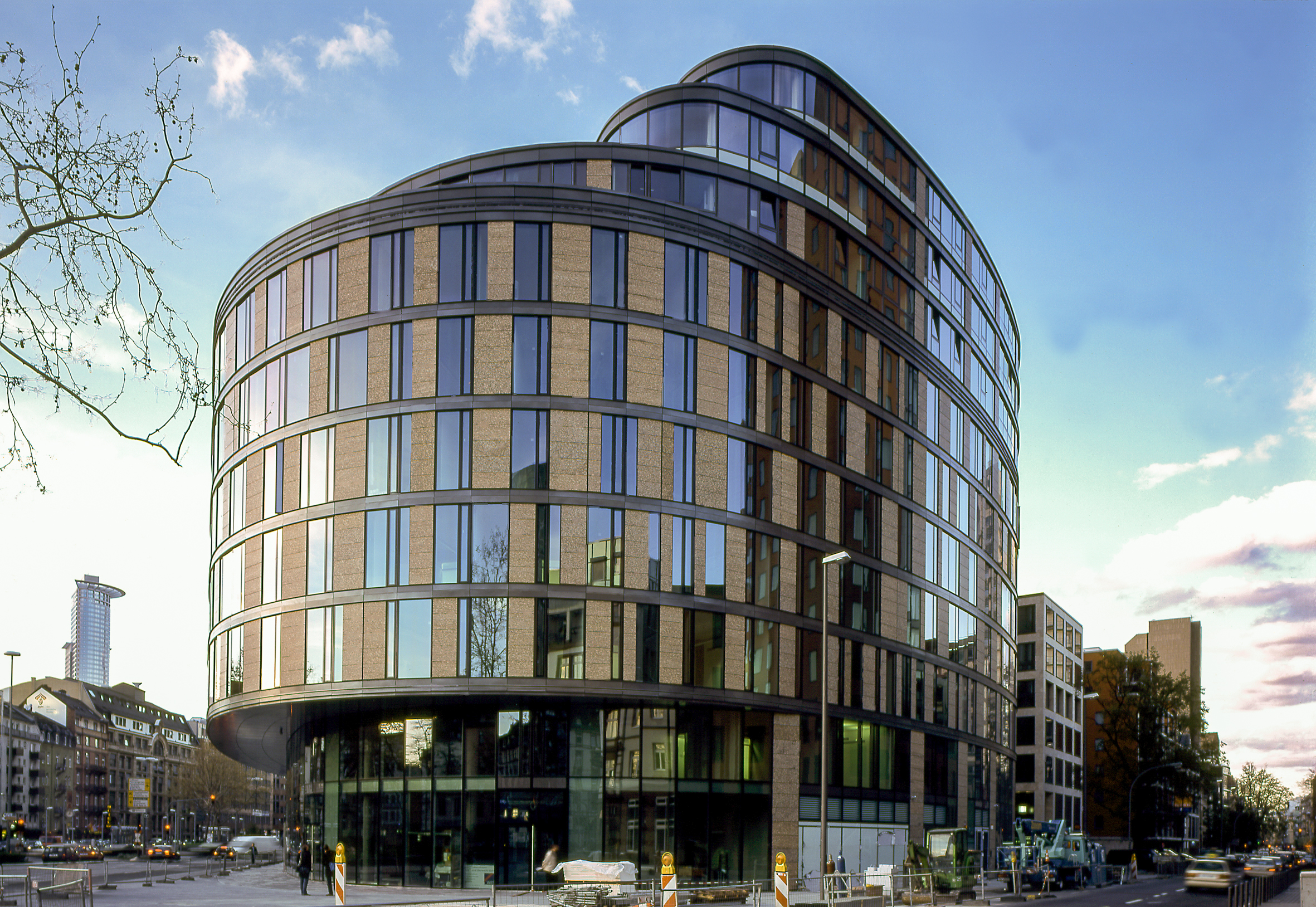
Albert Speer & Partner: Biurowiec Baseler Oval we Frankfurcie nad Menem

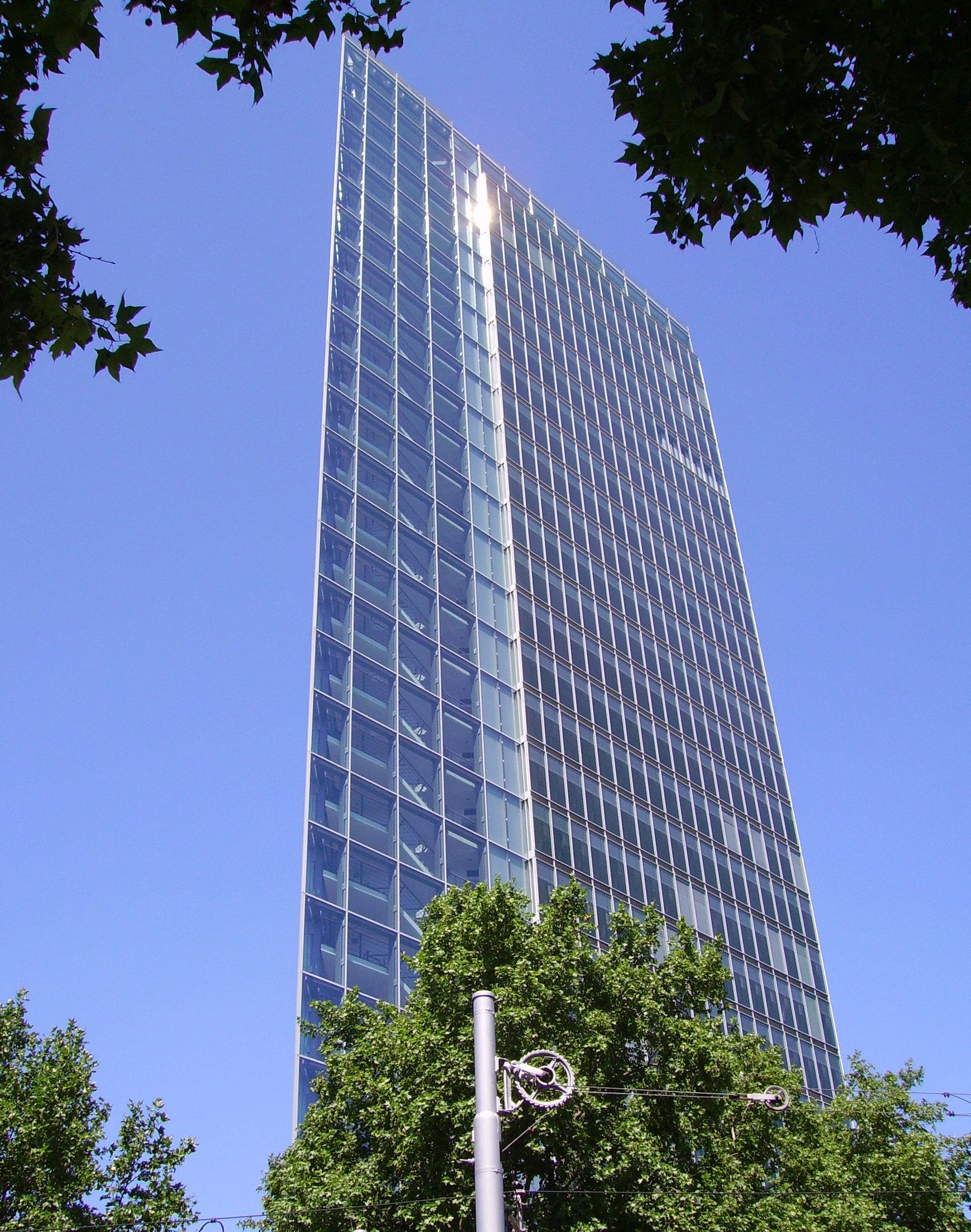
Albert Speer & Partner: Wieżowiec Victoria-Turm w Mannheim

Albert Speer (junior) (ur. 29 lipca 1934 w Berlinie, zm. 15 września 2017) – niemiecki architekt i urbanista.

## Życiorys
Był synem Alberta Speera, znanego architekta i działacza nazistowskiego.
Po studiach architektonicznych zdobył w 1964 drugą nagrodę w międzynarodowym konkursie w Ludwigshafen am Rhein i założył własną pracownię. W kolejnych latach zwyciężył w kilku konkursach, m.in. w Arabii Saudyjskiej. 
Od 1973 pracował w Algierii, a w 1977 został powołany na stanowisko profesora urbanistyki w Kaiserslautern.
W 1984 Speer założył we Frankfurcie nad Menem biuro Albert Speer & Partner (AS&P lub ASP), zatrudniające ponad stu architektów i zaliczające się do największych i najbardziej znanych pracowni w Niemczech. W 2001 otworzył w Szanghaju drugie biuro, działające jako spółka-córka i zatrudniające także ponad 100 pracowników. Czasowo istniały także filie ASP w Berlinie i Hanowerze, zamknięte po zakończeniu projektów.

## Główne dzieła
- masterplan Expo 2000 w Hanowerze
- projekt zagospodarowania okolic stacji Gleisdreieck w Berlinie
- Victoria-Turm w Mannheim
- budynki przy Baseler Platz we Frankfurcie nad Menem
- Anting New Town koło Szanghaju
- Baku Boulevard w Azerbejdżanie
- rozbudowa budynków lotniska we Frankfurcie nad Menem
- renowacja Festhalle na terenach targowych we Frankfurcie nad Menem
- dzielnica na 300.000 mieszkańców w Changchun, zwycięski projekt konkursowy z 2006